# Elias Dittrich
Elias Dittrich, eigentlich Elias Dietrich (lateinisch Theodorus; * 9. November 1609 in Warthau bei Bunzlau; † 16. März 1678 in Görlitz), war in den Jahren 1665, 1669, 1673 und 1676 Bürgermeister von Görlitz. Zudem hatte Dittrich einige Ämter der Stadtverwaltung inne. Er war ein Urenkel des Königshainer Pfarrers Balthasar Dietrich.

## Leben
Elias Dittrich wurde am 9. November 1609 in Warthau bei Bunzlau geboren. Sein Vater hieß auch Elias († 1642) und war Pastor Primarius im Herkunftsdorf seines Sohnes. Dessen erste Ehefrau Dorothea Wanne war zugleich Elias (des Jüngeren) Mutter. Elias war der dritte seines Vornamens in seiner Familie (nach seinem Urgroßvater Balthasar), denn auch sein Großvater war Pastor Primarius und hieß Elias († 1600).
Elias ging von 1621 bis 1628 auf das Görlitzer Gymnasium und studierte dann Jura in Frankfurt und in Königsberg. Am 10. Oktober 1643 erwarb er das Görlitzer Bürgerrecht und kaufte sich am gleichen Tag den Brauhof Petersgasse 15. Er heiratete am 2. November in erster Ehe Martha, geb. Glich von Milziz. Im darauffolgenden Jahr wurde er in den Rat gewählt, wo er für die Verwaltung der Waage zuständig war. Dieses Amt bekleidete er bis vier Jahre vor seinem Lebensende. 1645 bis 1666 wurde ihm die Verwaltung von St. Jakob und von St. Anna anvertraut; ab 1646 war er Schöppe. 1658 bis 1661 war er für den Marstall verantwortlich, 1660 für das Hospital zum hl. Geist und 1662 bis 1677 für die Kammer. Am 26. November 1663 heiratete er in zweiter Ehe Helene (geb. Schreier/Schröer, verw. Hellwig). 1664 bis 1667 war er für die Schule und 1664 bis 1674 für die Salzkammer zuständig. 1665 wurde er Bürgermeister, 1669 ein zweites Mal. 1670, 1671, 1674 und 1677 hatte er wieder das Hospital zu verwalten, 1671 bis 1677 kamen die Mühlen hinzu, 1676 auch der Getreideboden. 1673 war er nochmals Bürgermeister. Zwischen 1675 und 1677 war er Waisenherr. 1676 wurde er wiederum zum Bürgermeister gewählt, musste jedoch wegen Krankheit „das ganze Jahr“ vom Bürgermeister des Vorjahres, Gottfried Neumann, vertreten werden. Dittrich verkaufte am 12. Oktober 1677 den Brauhof Petersgasse 15 seiner Frau und starb im Frühjahr des darauffolgenden Jahres.